# Douce Nuit (Doctor Who)
Douce Nuit (Last Christmas) est un épisode spécial de la série britannique de science-fiction Doctor Who diffusé le jour de Noël 2014. L’épisode a en vedette Peter Capaldi et Jenna Coleman, avec Nick Frost, Nathan McMullen et Michael Troughton dans la distribution.

## Distribution
- Peter Capaldi : Le Docteur
- Jenna Coleman : Clara Oswald
- Nick Frost : Père Noël
- Nathan McMullen : Wolf
- Dan Starkey : Ian
- Faye Marsay : Shona McCullough
- Michael Troughton : Le Professeur Albert Smithe
- Natalie Gumede : Ashley Carter
- Maureen Beattie : Fiona Bellows
- Samuel Anderson : Danny Pink

### Version française
- Version française : Dubbing Brothers
- Adaptation : Olivier Lipps et Rodolph Freytt
- Direction artistique : David Macaluso
- Chargée de production : Jennifer Harvey
- Mixage : Marc Lacroix

Avec les voix de
- Marie-Noëlle Hébrant : Ashley
- Myriam Thyrion : Bellows
- Marielle Ostrowski : Clara
- Frédéric Nyssen : Danny
- Simon Duprez : Ian
- Guy Pion : Professeur Albert
- Mathieu Moreau : Le Père Noël
- Elisabeth Guinand : Shona
- Philippe Résimont : le Docteur
- Grégory Praet : Wolf
- Luna Wouters : La Jeune Fille

## Résumé
Clara se réveille au son du Père Noël sur le toit. Après qu'elle essaie de nier son existence, Clara est interrompue par le Docteur qui l'emmène dans le TARDIS.
Au pôle Nord, un groupe de scientifiques travaille à essayer de sauver leur personnel d'autres membres de la base, qui ont été parasités par des créatures en forme de crabe. Le Docteur et Clara arrivent et sont aussitôt attaqués par les crabes, sauvés in extremis par le Père Noël. Le Docteur et Clara s'avouent chacun leurs mensonges au sujet de Danny et de Gallifrey. Le Docteur réalise alors que ces créatures sont des crabes à rêves, des extraterrestres qui induisent un état de rêve tout en dévorant le cerveau d'une personne. Clara est victime d'une de ces créatures et se retrouve dans un monde de rêve avec Danny Pink avant que le Docteur ne se laisse parasiter par un crabe pour entrer dans son monde et la réveiller de son premier rêve.
Une fois réveillé dans la station de recherche, le Docteur, à cause de la douleur à la tempe se rend compte qu'ils sont encore dans un rêve et ce depuis l'attaque à l'infirmerie, le Père Noël en fait aussi partie. Ils se réveillent du deuxième rêve mais alors que le Docteur et Clara partent, elle lui rappelle que le Père Noël était sur son toit, il se rend donc compte qu'ils sont encore en train de rêver, chacun en différents endroits et éventuellement différentes époques. Attaqués par le personnel parasité, ils s’échappent en rêvant que le Père Noël les ramène chez eux. Un par un, chacun se réveille et les crabes meurent jusqu'à ce que qu'il ne reste que Clara.
Réveillé du troisième rêve le Docteur se précipite pour chercher Clara et lui retire le crabe pour apprendre que soixante-deux années se sont passées pour elle depuis leur dernière rencontre. Le Père Noël arrive soudain et demande ce qu'il pourrait faire pour remettre les choses en ordre ; le Docteur se rend alors compte qu'il est encore en train de rêver. Se réveillant pour de vrai, le Docteur se précipite au chevet de Clara et la réveille pour la trouver au même âge que la dernière fois qu’ils se sont vus. Ne voulant rien regretter, il lui propose de se joindre à lui à nouveau, ce qu'elle fait.

### Continuité
- Le Père Noël se moque du Docteur en expliquant qu'il peut transporter tous ses cadeaux car son sac « est plus grand à l'intérieur », description récurrente du TARDIS.
- Lorsque le Docteur rêve de Clara vieille, il lui offre un pétard de Noël. Mais comme elle est trop vieille pour l'ouvrir, il l'aide, une chose que l'on avait vue dans L'Heure du Docteur, mais où les rôles étaient inversés.
- Le titre français fait référence au célèbre chant de Noël, alors que le titre original portait à confusion sur le départ éventuel de Jenna Coleman.
- Quand Shona rentre dans la salle des endormis, elle écoute Merry Xmas Everybody, de Slade. Cette chanson ne marque pas sa première fois dans la série, déjà entendue dans d'autres épisodes de Noël, comme L'Invasion de Noël ou Le Mariage de Noël.